# Saint-Gervais-sur-Mare
Saint-Gervais-sur-Mare är en kommun i departementet Hérault i regionen Occitanien i södra Frankrike. Kommunen ligger i kantonen Saint-Gervais-sur-Mare som tillhör arrondissementet Béziers. År 2022 hade Saint-Gervais-sur-Mare 839 invånare.

## Befolkningsutveckling
Antalet invånare i kommunen Saint-Gervais-sur-Mare
Referens:INSEE